# Фоминская (Селянское сельское поселение)
Фоминская — деревня в Вилегодском муниципальном округе Архангельской области.

## География
Находится в юго-восточной части Архангельской области на расстоянии приблизительно 42 км на восток-северо-восток по прямой от административного центра района села Ильинско-Подомское на правом берегу реки Великая Охта.

## История
Отмечалось в 1710 году как поселение с 2 дворами. В 1859 году здесь (тогда деревня Вохта Сольвычегодского уезда Вологодской губернии) было учтено 15 дворов. В период до 1910 года все жители этой деревни переселились на новое место жительства за реку, где и образовали деревню Закурья или Фоминская. До 2020 года входила в состав Селянского сельского поселения до его упразднения.

## Население
Численность населения: 7 человек (1710 год), 123 (1859), 47 (русские 98 %) в 2002 году, 23 в 2010.